# منجنیو دیری
منجنیو دیری (انگلیسی: Mengniu Dairy) شرکت صنایع غذایی چینی است، که در سال ۱۹۹۵ تأسیس شد.